# Pisaniidae
Famille
Synonymes
- Pisaniinae Gray, 1857
- Pusiostomatidae Iredale, 1940

Les Pisaniidae constituent une famille de mollusques gastéropodes marins carnivores de l'ordre des Neogastropoda et de la super-famille des Buccinoidea.

## Liste des genres
Selon World Register of Marine Species (18 septembre 2019) :
- Ameranna Landau & Vermeij, 2012
- Anna Risso, 1826
- Aplus De Gregorio, 1885
- Bailya M. Smith, 1944
- Caducifer Dall, 1904
- Cancellopollia Vermeij & Bouchet, 1998
- Cantharus Röding, 1798
- Clivipollia Iredale, 1929
- Crassicantharus Ponder, 1972
- Dianthiphos Watters, 2009
- Engina Gray, 1839
- Enginella Monterosato, 1917
- Enzinopsis Iredale, 1940
- Falsilatirus Emerson & Moffitt, 1988
- Gemophos Olsson & Harbison, 1953
- Hesperisternia J. Gardner, 1944
- Minioniella Fraussen & Stahlschmidt, 2016
- Monostiolum Dall, 1904
- Pisania Bivona e Bernardi, 1832
- Pollia Gray, 1834
- Prodotia Dall, 1924
- Pusio Gray, 1833
- Solenosteira Dall, 1890
- Speccapollia Fraussen & Stahlschmidt, 2016
- Steye Faber, 2004

- Appisania Thiele, 1929, un synonyme de Pisania Bivona e Bernardi, 1832
- Calicantharus B. L. Clark, 1938, un synonyme de Pusio Gray, 1833
- Ecmanis Gistel, 1848, un synonyme de Pisania Bivona e Bernardi, 1832
- Jeannea Iredale, 1912, un synonyme de Pisania (Jeannea) Iredale, 1912
- Muricantharus Olsson, 1971, un synonyme de Hesperisternia J. Gardner, 1944
- Proboscidea Möller, 1832, un synonyme de Pisania Bivona e Bernardi, 1832 (non Bruguière, 1791)
- Pusiostoma Swainson, 1840, un synonyme de Engina Gray, 1839
- Sukunaia Cernohorsky, 1966, un synonyme de Pisania Bivona e Bernardi, 1832
- Taeniola Dall, 1904, un synonyme de Pisania Bivona e Bernardi, 1832
- Tritonidea Swainson, 1840, un synonyme de Pollia Gray, 1834